# Кофон
Кофон, або Котон — давньогрецька посудина, подібна до сучасної фляги. Мала широкий, круглий, плаский корпус та одну ручку. Здебільшого використовувалась військовиками для пиття води.